# (11361) Orbinskij
(11361) Orbinskij est un astéroïde de la ceinture principale.

## Description
(11361) Orbinskij est un astéroïde de la ceinture principale découvert le 28 février 1998 à Geisei par Tsutomu Seki. Il présente une orbite caractérisée par un demi-grand axe de 2,44 UA, une excentricité de 0,19 et une inclinaison de 6,1° par rapport à l'écliptique.